# Xavier Sigalon
Xavier Sigalon (Uzès, 1787 - Roma, 9 de agosto de 1837) fue un pintor francés líder del  movimiento romántico pero que se centraba más en la forma que en el color. La mayoría de sus obras se exponen en el Museo de Bellas Artes de Nîmes.

## Biografía
Nació en Uzès, Gard, en el seno de una familia pobre, hijo de un maestro de escuela rural. Sus padres y sus diez hermanos se trasladarían posteriormente a Nimes. Tras grandes sufrimientos, logró llegar a París e ingresar en el Estudio
Guérin. Desencantado con la enseñenza ofrecida en dicho estudio, optó por la vía autodidacta mediante el estudio en solitario de los maestros italianos expuesto en la galería del Louvre. "La joven cortesana" (Louvre), que presentó en 1822 en el “Salon des artistes français”, atrajo la atención del público experto de inmediato y fue comprada por los Luxembourg.
El artista, sin embargo, la entendía únicamente como un ensayo para medir su propia capacidad y presentarla más ampliamente en sus siguientes obras: "Locusta" (Nîmes) en 1824, y posteriormente "Athaliahs Massacre" (Nantes) en 1827. Ambas obras mostraban gran fuerza pero “La Visión de St Jerôme" (Louvre), que se presentó en el Salón en 1831, y "Crucifixion" (Issengeaux) fueron sus obras más personales y sus mayores logros personales, recibiendo ese año la cruz de la Legión de Honor.
Su estilo, marcado por un trazo fuerte y escaso color, poco acorde con la época no le reportaba muchos ingresos económicos, con lo que Sigalon tuvo que dedicarse a pintar retratos hasta que Thiers, entonces Ministro de Interior, le llamó a París y le encargo copiar el fresco del Juicio Final de la Capilla Sixtina en un hall del Palacio de Bellas Artes.
La exhibición del resultado de la monumental tarea que había llevado a cabo junto a su pupilo Numa Boucoiran tuvo lugar en los Baños de Diocleciano en Roma y contó con la presencia del Papa Gregorio XVI. 
Sin embargo, Sigalon no disfrutó de este reconocimiento tardío y de las facilidades de recibir una pensión gubernamental y decidió regresar a Roma para copiar otros frescos de la Capilla Sixtina. Murió allí de cólera el 9 de agosto de 1837.